# Kabinett Küchenthal
Das Kabinett Küchenthal bildete die Landesregierung des Freistaates Braunschweig 1930–1933.
| Kabinett Küchenthal – 1. Oktober 1930 bis 7. Mai 1933 \| Amt \| Name \| Partei \| \| ------------------------------------- \| ------------------------------------------------ \| ------ \| \| Ministerpräsident Finanzen und Justiz \| Werner Küchenthal \| DNVP \| \| Inneres und Volksbildung \| Anton Franzen bis 27. Juli 1931 Dietrich Klagges \| NSDAP \| |                                                  |        |
| Amt | Name                                             | Partei |
| Ministerpräsident Finanzen und Justiz | Werner Küchenthal                                | DNVP   |
| Inneres und Volksbildung | Anton Franzen bis 27. Juli 1931 Dietrich Klagges | NSDAP  |